# Spaniens Grand Prix 1994
Spaniens Grand Prix 1994 var det femte av 16 lopp ingående i formel 1-VM 1994.

## Resultat
1. Damon Hill, Williams-Renault, 10 poäng
2. Michael Schumacher, Benetton-Ford, 6
3. Mark Blundell, Tyrrell-Yamaha, 4
4. Jean Alesi, Ferrari, 3
5. Pierluigi Martini, Minardi-Ford, 2
6. Eddie Irvine, Jordan-Hart, 1
7. Olivier Panis, Ligier-Renault
8. Eric Bernard, Ligier-Renault
9. Alessandro Zanardi, Lotus-Mugen Honda
10. David Brabham, Simtek-Ford
11. Martin Brundle, McLaren-Peugeot (varv 59, transmission)

### Förare som bröt loppet
- JJ Lehto, Benetton-Ford (varv 53, motor)
- Mika Häkkinen, McLaren-Peugeot (48, motor)
- Johnny Herbert, Lotus-Mugen Honda (41, snurrade av)
- Rubens Barrichello, Jordan-Hart (39, snurrade av)
- Christian Fittipaldi, Footwork-Ford (35, motor)
- David Coulthard, Williams-Renault (32, elsystem)
- Bertrand Gachot, Pacific-Ilmor (32, trasig vinge)
- Gerhard Berger, Ferrari (27, växellåda)
- Gianni Morbidelli, Footwork-Ford (24, bränslesystem)
- Heinz-Harald Frentzen, Sauber-Mercedes (21, växellåda)
- Érik Comas, Larrousse-Ford (19, kylare)
- Ukyo Katayama, Tyrrell-Yamaha (16, motor)
- Michele Alboreto, Minardi-Ford (4, motor)
- Paul Belmondo, Pacific-Ilmor (2, snurrade av)
- Olivier Beretta, Larrousse-Ford (0, motor)

### Förare som ej kvalificerade sig
- Andrea Montermini, Simtek-Ford